# الحجرة (الجوبة)

تعديل مصدري - تعديل

الحجرة هي إحدى قرى عزلة نجا بمديرية الجوبة التابعة لمحافظة مأرب، بلغ تعداد سكانها 64 نسمة حسب تعداد اليمن لعام 2004.